# Річка-Корміха
Рі́чка-Кормі́ха (рос. Речка-Кормиха) — селище у складі Єгор'євського району Алтайського краю, Росія. Входить до складу Новоєгор'євської сільської ради.

## Населення
Населення — 6 осіб (2010; 8 у 2002).
Національний склад (станом на 2002 рік):
- росіяни — 100 %